# Anna Mlynářová-Suchánková
Anna Mlynářová-Suchánková (3. listopadu 1886 Praha – 12. října 1969 Praha) byla česká herečka a pedagožka.

## Životopis
Narodila se 3.11.1886, zdroje se však velmi liší. Anna byla členkou činohry Národního divadla, její učitelkou byla Hana Kvapilová. Zpočátku měla role lyrické a tragické, později charakterní.
Stala se profesorkou Státní konzervatoře. V Praze II bydlela na adrese Na hrobci 1.

## Dílo

### Známé role
- Chicory: Mina – 1909
- Faidra: veršovaná tragédie o 5 dějstvích; Panopa, žena z družiny Faidřiny – Jean Racine, přeložil Jindřich Hořejší, premiéra 31. 3. 1926[4]

## Ocenění
- Řád svatého Sávy obdržela v roce 1910